# IPhoneografie

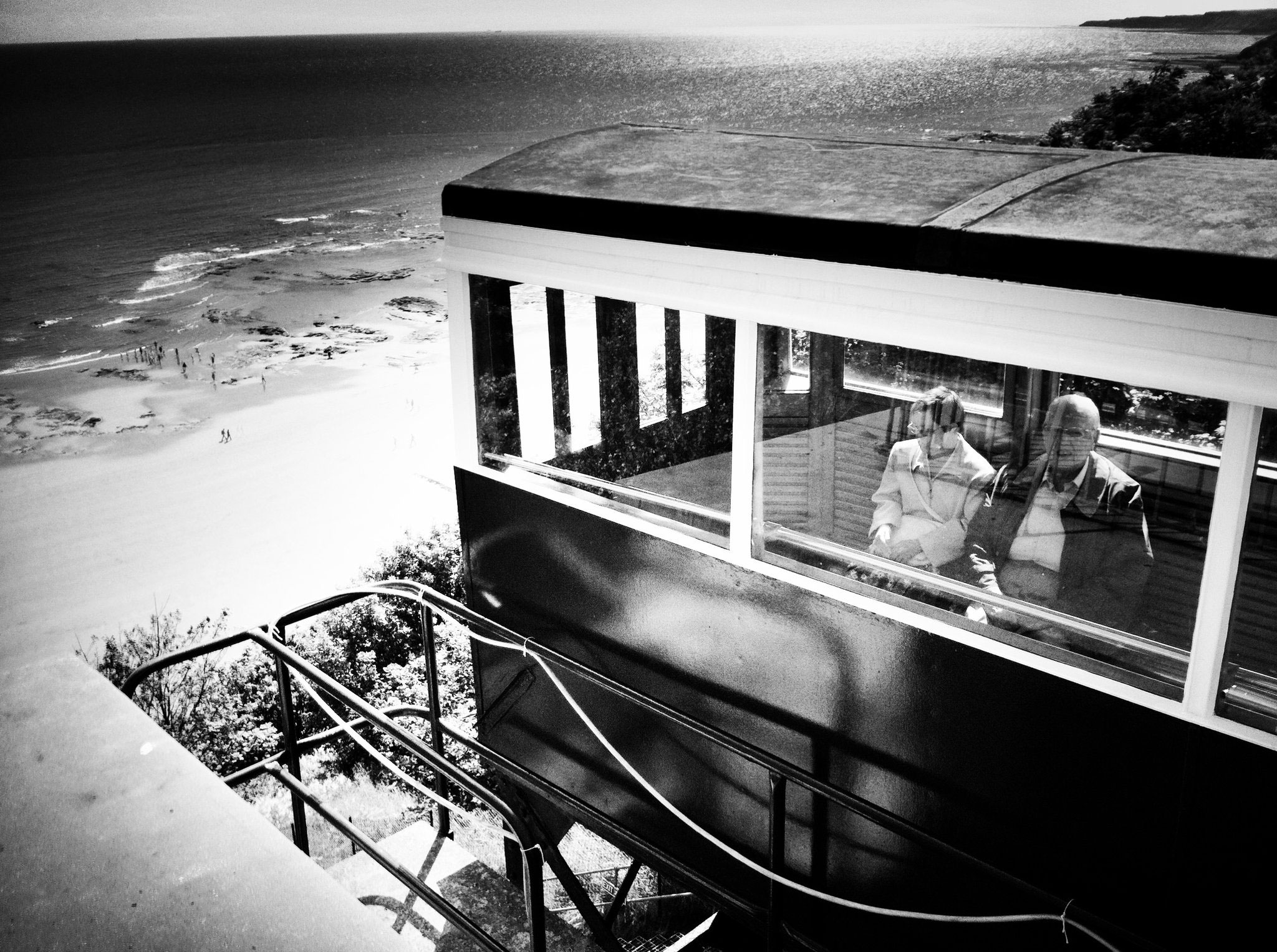
South Cliff Funicular - příklad iPhoneografie

iPhoneografie (iPhoneography) označuje vytváření uměleckých fotografií pomocí zařízení Apple iPhone. Jedná se o styl mobilní fotografie, která se liší od jiných forem digitální fotografie v tom, že snímky jsou pořízené a zpracované na zařízení se systémem iOS. Nezáleží na tom, zda jsou fotografie upravovány pomocí různých grafických aplikací nebo ne. Nicméně, tento problém je často tématem rozepří mezi iPhone-fotografy.
iPhoneografie se rychle rozrůstala, jelikož původní iPhone 2G se svým 2 megapixelovým fotoaparátem byl na trh uveden v roce 2007. Vzhledem k tomu, že fotoaparáty iPhone zlepšily rozlišení i kvalitu obrazu, začalo se této umělecké formě věnovat více a více profesionálních fotografů a začali si uvědomovat hodnotu iPhone snímků. New York Times publikoval v srpnu 2011 letní sérii reportáží používající Instagram. Fotograf Damon Winter získal ocenění za své Hipstamatic snímky pořízené během války v Afghánistánu.
V České republice se nejvíce žánru iPhoneographie (iPhoneography) věnuje magazín www.iPhonefoto.cz.

## Technika snímání iPhoneography

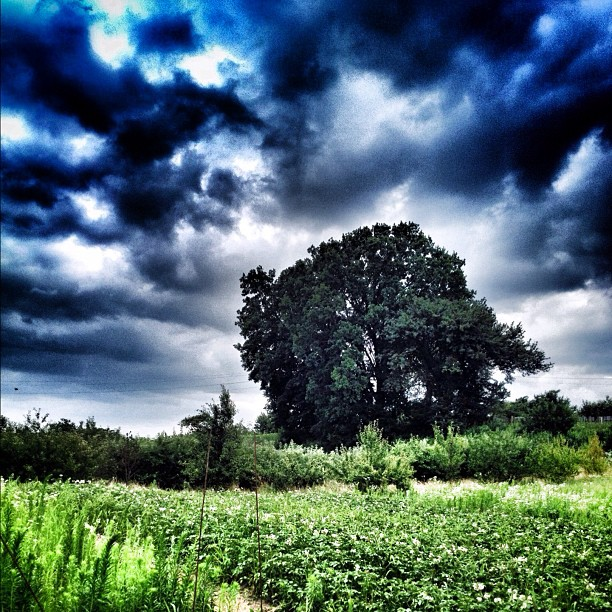
Přicházející bouřka - příklad iPhoneografie

Technika snímání iPhoneography využívá aplikace běžící na operačním systému Apple iOS.
Základní editační techniky jsou:
- Adjustace barev
- Černobílá fotografie
- Blending images
- Collage & Mixed media
- Ztmavení
- Hloubka ostrosti
- Fix perspective
- Maskování
- Refiltering, nebo Re-applying filter
- Retuš
- Selektivní barva
- Ostření
- Rozostření
- Pouliční fotografie
- Podvodní fotografie
- Viněta

Základní efekty jsou:
- Abstraktní
- Blur
- Dramatický
- Grafika
- Grunge
- Lighting
- Malba
- Portrétní
- Surrealistický
- Vintage

## iPhoneography nástroje
Existuje mnoho doplňků pro iPhone:
- Systém objektivů, který se nechá připevnit přímo na iPhone. Systémy 3-v-1 jako například olloclip[10] umožňují fotografům s iPhone používat objektivy typu rybí oko nebo makro.

- Stativy zajišťují stabilitu a zabraňují pohybu fotoaparátu. Pomáhají fotografovi při nízké hladině osvětlení.

- Stativové držáky jsou navrženy pro připevnění iPhonu na stativ. Takzvaný glif mount[11] umožňuje připevnit iPhone k jakémukoliv standardnímu stativu.

- Sluchátka mohou být použity jako dálková spoušť. Tlačítko „+“ (zvýšení hlasitosti) funguje jako spoušť závěrky fotoaparátu.

## Aplikace
Seznam nejpopulárnějších aplikací pro iPhone, které umožňují pořídit fotografii, aplikovat úpravy a efekty a sdílet ji v různých sociálních sítích:
- Filterstorm
- iDesign
- Photoforge 2
- Blender
- ArcConstrukt
- Decim8
- VSCO CAM
- Photoshop Touch
- Picshop
- Pixlr Express
- Photogene
- Camera Pro
- Color Splash effect
- Instagram
- Camera+
- PowerCam
- PicFrame
- FX Photo Studio
- 360 Panorama
- Halftone
- Jumyo
- Polamatic
- Hipstamatic
- PerfectPhoto
- LINE camera
- Color Splash Studio
- Panorama
- Snapseed
- Snapchat
- Wood Camera App
- Lo-Mob

a další.